# Escholzmatt
Escholzmatt is een plaats en voormalige gemeente in het kanton Luzern.

## Geschiedenis
Escholzmatt behoorde tot het toenmalige district Entlebuch tot dit in 2007 werd opgeheven. In 2013 is de gemeente gefuseerd met Marbach tot de gemeente Escholzmatt-Marbach.

## Demografie
Escholzmatt heeft na Schüpfheim en Entlebuch het meeste aantal inwoners van het district.

## Externe link

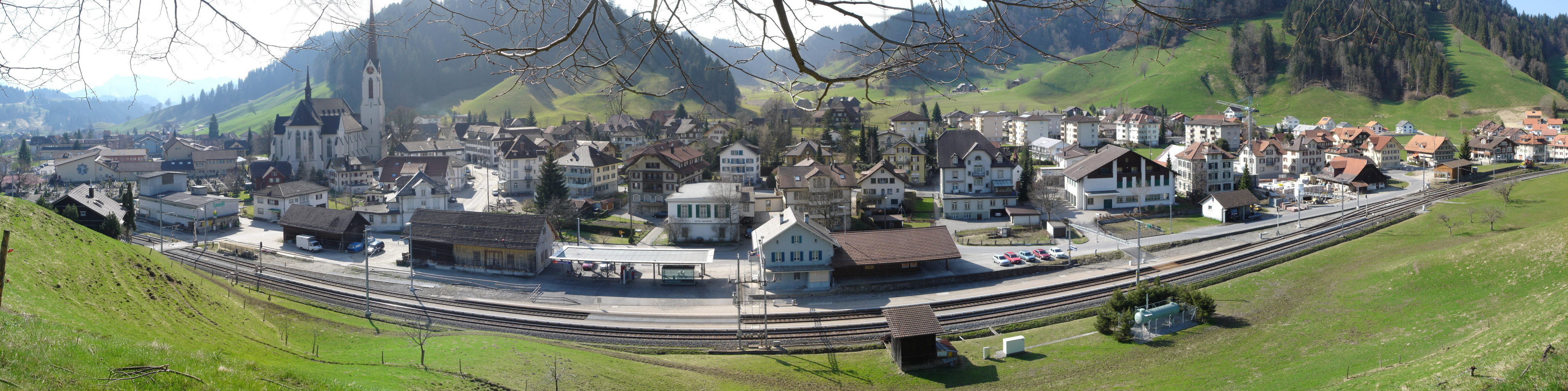

## Geboren
- Reto Stadelmann (1977), componist